# Assur-nirari I
Assur-nirari I was koning van Assyrië van 1547 tot 1522 v.Chr.
Hij bouwde de dubbeltempel voor Sjamasj en Sin (zon en maan) in een volledig symmetrisch ontwerp rond een centraal plein even ten zuiden van de stad Assur.
Hij werd opgevolgd door Puzur-Assur III.